# HELION Hydrogen Power
HELION Hydrogen Power est un fabricant Français de piles à combustible hydrogène. La société fabrique des stacks utilisant la technologie dite à "membrane échangeuse de protons" (PEM). Les systèmes sont conçus et fabriqués dans son usine, à Aix-en-Provence. Ils sont destinés aux applications stationnaires, ainsi qu’aux marchés de la mobilité hydrogène (ferroviaire, maritime, et autres mobilités terrestres).
La société a été créée en 2001. Elle est une filiale à 100% du groupe ALSTOM depuis le 1er avril 2021.

## Historique
La société a été créée en 2001 par la société TechnicAtome pour développer des piles à combustible hydrogène destinées à alimenter en énergie des sous-marins. 
Dates clefs : 
- 2001 : Création de la société, et développement d’une technologie H2/O2 anaérobie et d’un premier prototype[3]
- 2007 : Déploiement d'un groupe de secours de 30 kW alimentant la cellule de crise du CEA[4]
- 2009 : Test d’une pile pour la propulsion d’un AUV[5] ("autonomous underwater vehicle")
- 2009 : Intégration d’une pile à combustible sur une locomotive, première réalisation en Europe[6]
- 2012 : Premier système intégrant entièrement à la fois un électrolyseur et une pile à combustible, la Greenergy BoxTM[7]
- 2012 : Inauguration de la plateforme MYRTE (Mission hYdrogène Renouvelable pour l’inTégration au réseau Electrique). Plateforme de stockage d’énergie utilisant le vecteur hydrogène et des technologies électrolyse et pile à combustible d’HELION[8]
- 2014 : Création d’AREVA H2Gen, filiale d'HELION spécialisée dans la fabrication d’électrolyseurs[9]
- 2015 : HELION lance le projet HyResponse afin de mettre en place la plateforme européenne d’entrainement pour les réponses aux situations d’urgence hydrogène, en partenariat avec l’ENSOSP[10]
- 2016 : HELION installe la plateforme de stockage d’énergie Insulgrid, sur Bègles, en partenariat avec la société VALOREM[11]
- 2020 : GTT fait l’acquisition d’AREVA H2GEN qui devient ELOGEN[12]
- 2021 : ALSTOM fait l’acquisition d’HELION Hydrogen Power[2]
- 2022 : HELION signe le contrat pour équiper la première drague hydrogène au monde[13]

## Technologie
La société conçoit et fabrique des piles à combustible hydrogène de type PEM. Elle conçoit et fabrique le cœur technologique (l’empilement de cellules électrochimiques, le « stack ») grâce à son expertise en électrochimie et ses nombreuses collaborations avec des laboratoires scientifiques (avec le laboratoire LAPLACE, ou le CEA Litenpar exemple).
La société propose des systèmes fortes puissances et longues durées de vie, grâce à une technologie graphite-composite permettant d’atteindre 25 000 heures de fonctionnement à puissance nominale. Elle réalise également des systèmes conteneurisés incluant plusieurs modules délivrant une puissance supérieure à 2MW, ainsi que des solutions clefs en mains.
La société a travaillé sur la compatibilité des piles à combustible hydrogène avec des reformeurs de méthane, notamment lors du déroulement du projet COREPAC en partenariat avec le Laboratoire d'Electronique, Electrotechnique et Systèmes (LE2S).

## Acquisition par le groupe ALSTOM
La société était jusqu’en 2021 une filiale d’AREVA Energies Renouvelables. La société a déployé des projets de stockage d’énergie et notamment la plateforme MYRTE, en collaboration avec le CEA LITEN, l'université de Corse-Pascal-Paoli et le CNRS.
Le 10 décembre 2021, la société inaugure sa nouvelle plateforme industrielle de fabrication de piles à combustible hydrogène en présence de Renaud Muselier, Président de la région Provence-Alpes-Côte d'Azur, et de Jean-Baptiste Eyméoud, Président d’ALSTOM France. HELION se dote d’une première ligne d'assemblage robotisée, lui permettant de fabriquer jusqu’à 800 stacks par an, soit l’équivalent de 30MW de puissance.
Le 08 mars 2022, le ministre Bruno LE MAIRE annonce qu’ALSTOM fait partie des entreprises à être sélectionnées dans le cadre de l’IPCEI hydrogène.
Le 1er avril 2022, HELION signe le contrat de fourniture d’une pile à combustible de 200 kW pour équiper une drague, construite par le chantier PIRIOU et qui sera opérée par la région Occitanie. Le bateau n’émettra aucun gaz à effet de serre lorsqu’il sera à quai, et aura une empreinte environnementale réduite une fois en opérations en mer. Ce sera le premier bateau au monde de ce type à être équipé d’une pile à combustible.